# Happy Return
Le Happy Return est un lougre de Cornouailles (Mounts Bay Pilchard Driver). La coque, le pont et  les mâts sont en bois. 

Son port d'attache actuel est Penzance au Royaume-Uni. 

Il est classé bateau historique par le National Historic Ships UK.

## Histoire
Il a été construit en 1904 au chantier naval Kitto Yard à Porthleven en Cornouailles. Il est payé par une souscription publique pour remplacer le bateau perdu durant un naufrage d'un pêcheur de Folkestone. Il servait à la pêcheau chalut et à la ligne.  À partir de 1969, il fut employé dans le Dorset au port de Swanage sous le nom de Britannia.
En 1988 il était l'un des plus anciens lougres de Cornouailles encore inscrit au registre de pêche (immatriculation : FE 5). Il revint en Cornouailles et subit une grande restauration. Il est relancé en 2003 et reprenant son nom d'origine, comme voilier privé de croisière et de promenade.
Il appartient à l'association Mounts Bay Lugger et a été classé en 1998 par le National Historic Ships UK.
Il a participé à Brest 2008.